# Skyt
Skyt (bułg. Скът) – rzeka w północno-zachodniej Bułgarii, prawy dopływ Ogosty w dorzeczu Dunaju. Długość – 134 km, powierzchnia zlewni – 1074 km².
Źródła na wzgórzach północnego przedgórza Starej Płaniny koło miasta Wraca. Płynie na północ przez Nizinę Naddunajską i uchodzi do Ogosty tuż przed jej ujściem do Dunaju. Przepływa przez miasteczko Bjała Słatina.